# Sertularella japonica
Sertularella japonica är en nässeldjursart som beskrevs av Eberhard Stechow 1926. Sertularella japonica ingår i släktet Sertularella och familjen Sertulariidae. Inga underarter finns listade i Catalogue of Life.